# Физена
Физе́на (лат. Physena) — род деревянистых растений из монотипного семейства Физеновые (Physenaceae). 

## Виды
Род включает в себя два вида, оба из которых — эндемики Мадагаскара.:
- Physena madagascariensis Steud. — Физена мадагаскарская[1]
- Physena sessiliflora Tul.[2]